# Сидади-Гауша
Сидади-Гауша (порт. Cidade Gaúcha) — город и муниципалитет в Бразилии, входит в штат Парана. Составная часть мезорегиона Северо-запад штата Парана. Входит в экономико-статистический микрорегион Сианорти. Население составляет 10 314 человека на 2006 год. Занимает площадь 403,044 км². Плотность населения — 25,6 чел./км².

## Статистика
- Валовой внутренний продукт на 2003 год составляет 95 074 985,00 реалов (данные: Бразильский институт географии и статистики).
- Валовой внутренний продукт на душу населения на 2003 год составляет 9550,48 реалов (данные: Бразильский институт географии и статистики).
- Индекс развития человеческого потенциала на 2000 год составляет 0,749 (данные: Программа развития ООН).